# Praia de Miramar (Paraíba)
Miramar é uma praia do município de Cabedelo, estado brasileiro da Paraíba. Nela se localiza a «ponta de Mato», acidente geográfico amplamente citado em várias épocas da historiografia do estado.